# 味覺過敏
味覺過敏（英語：Hypergeusia）是一種被表現為味覺異常地增強的味覺失調。它可以與背顱窩損傷和愛迪生氏症聯繫。病人因為體內離子大量透過尿液流失，所以會強烈想到吃到酸味或是鹹味